# Azusa (Califórnia)
Azusa é uma cidade localizada no estado americano da Califórnia, no Condado de Los Angeles. Foi incorporada em 29 de dezembro de 1898.

## Geografia
De acordo com o United States Census Bureau, a cidade tem uma área de 25,05 km², onde 25,02 km² estão cobertos por terra e 0,03 km² por água.

### Localidades na vizinhança
O diagrama seguinte representa as localidades num raio de 8 km ao redor de Azusa. 

## Demografia
Segundo o censo nacional de 2010, a sua população é de 46 361 habitantes e sua densidade populacional é de 1 853,01 hab/km². Possui 13 386 residências, que resulta em uma densidade de 535,03 residências/km².

## Lista de marcos
A relação a seguir lista as entradas do Registro Nacional de Lugares Históricos em Azusa.
- Azusa Civic Center
- CA-LAN-1302